# Dia Mundial de la Higiene Menstrual
El Dia Mundial de la Higiene Menstrual (en anglès: Menstrual Hygiene Day, sovint abreujat MHD o MH Day) és una jornada de conscienciació, celebrada anualment el 28 de maig, per a posar de manifest la pobresa menstrual de moltes dones del planeta i la importància d'una bona gestió de la higiene menstrual. La jornada de conscienciació fou iniciada l'any 2014 per l'ONG WASH United, amb seu a Alemanya, i té com a objectiu beneficiar dones d'arreu del món i de totes les edats. Se seleccionà la data del 28 de maig per a reconèixer que 28 dies és la durada mitjana del cicle menstrual.
Als països amb una renda per capita baixa, les opcions d'higiene menstrual de les dones sovint està limitada pels costos, la disponibilitat i les normes socials. Una solució parcial és la instal·lació d'un sanejament urbà adequat, així com l'accés a productes d'higiene femenina. Crear una entorn cultural que accepti el debat és igual d'important que la implantació d'una educació adequada per a dones de totes les edats. Estudis d'investigació determinaren que el fet de no tenir accés a productes de gestió d'higiene menstrual comporta que les dones joves hagin de quedar-se cada mes a casa durant el seu període de menstruació.
Aquesta diada crea una ocasió per a donar a conèixer la situació als mitjans de comunicació, incloses les xarxes socials. Les campanyes d'informació pública poden ajudar a implicar actors cabdals de la societat a imbricar-se en una política de diàleg. La jornada ofereix una oportunitat per a defensar activament la integració de la gestió de la higiene menstrual a les polítiques i programes locals, nacionals i globals.

## Antecedents

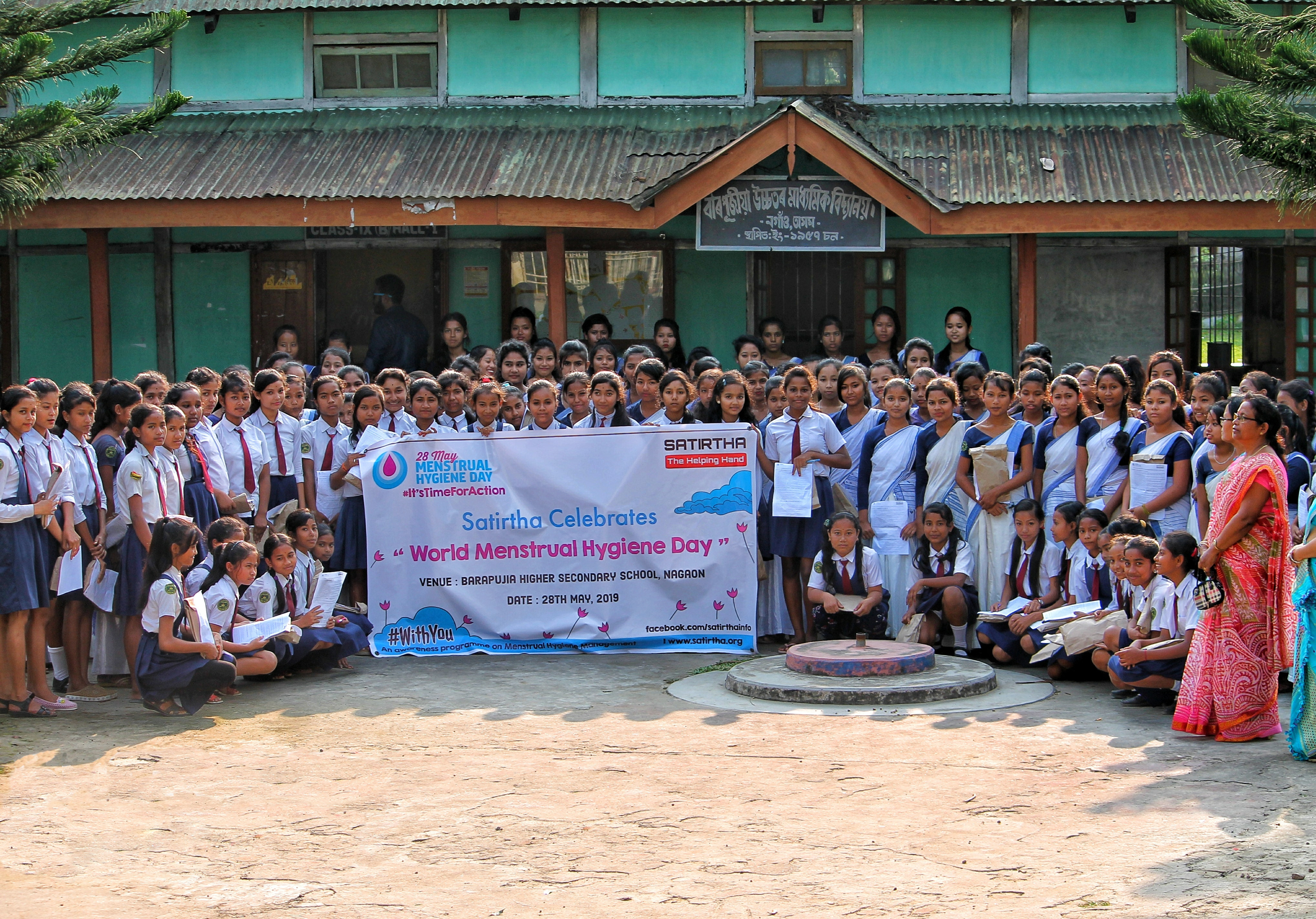
"Satirtha - The Helping Hand", una organització sense ànim de lucre amb seu al nord-est d'Assam, a l'Índia, treballa en un entorn acollidor per a dones grans i joves de la regió.

Celebració de la diada a Uganda.

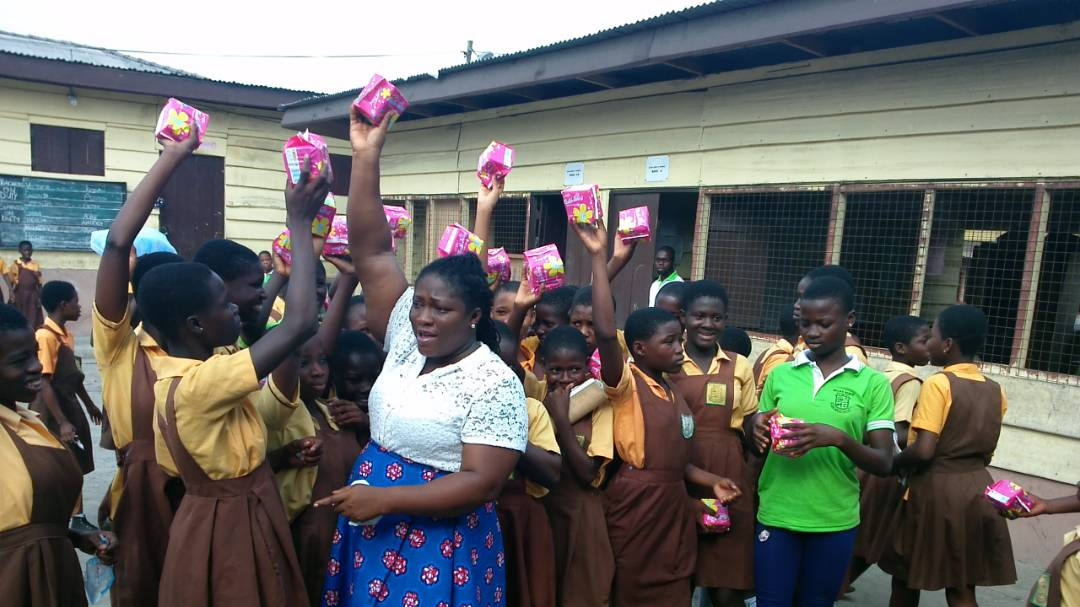
Les líders d'una comunitat urbana pobra d'Accra, a Ghana, planifiquen i implementen programes de salut menstrual a les escoles (2018).

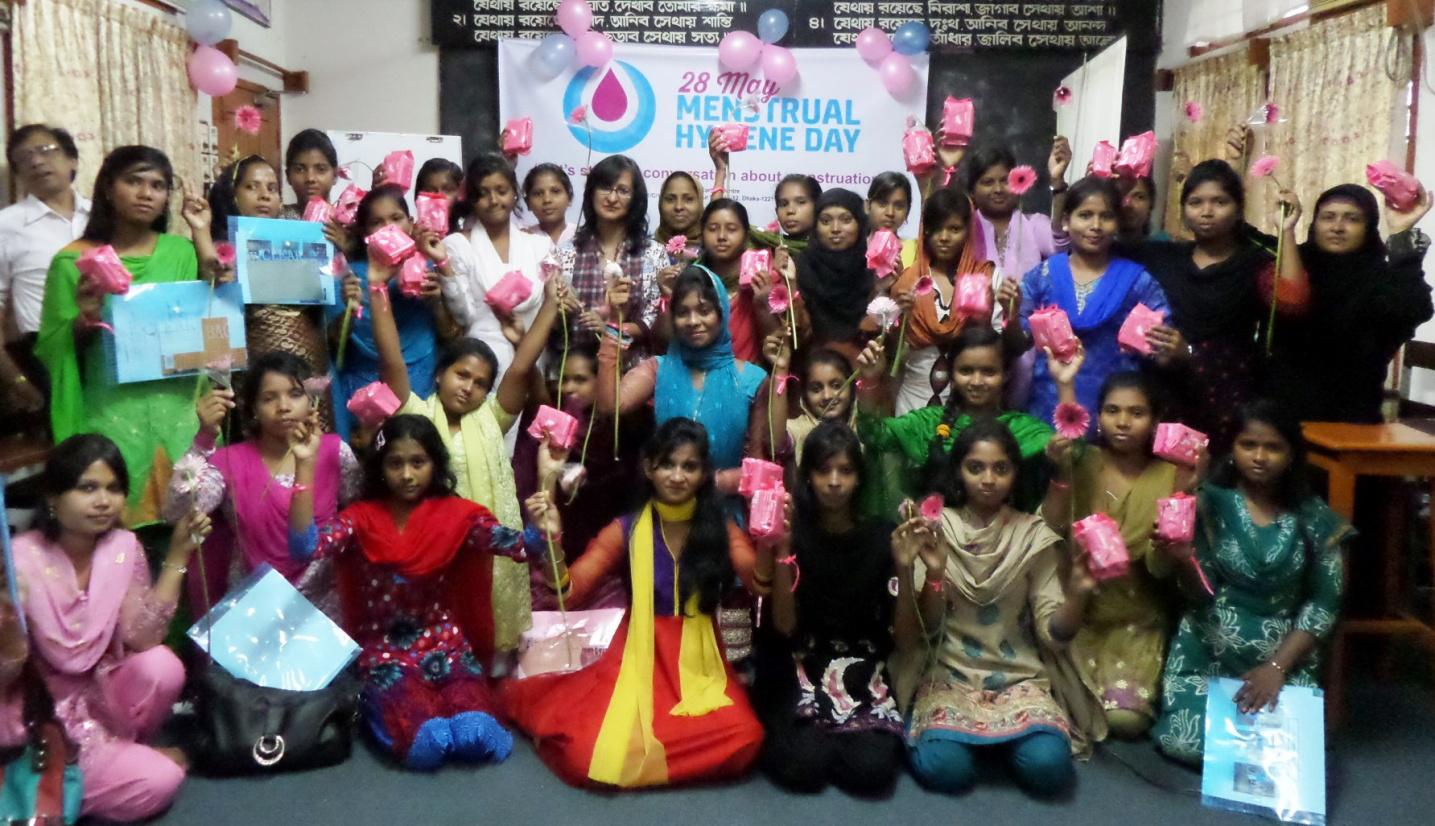
Celebració de la diada a Bangladesh.

La gestió de la higiene menstrual pot ser especialment difícil per a noies i dones dels països en desenvolupament, on sovint les instal·lacions sanitàries i d'aigua neta són inadequades. A més, les cultures tradicionals dificulten el debat obert de la menstruació. Això limita l'accés de noies i dones a informació rellevant i important sobre les funcions normals del propi cos. Això afecta directament la seva salut, educació i dignitat. L'accés a la informació es pot considerar un dret humà.

### Història
L'any 2012, diversos grups importants implicats en la salut pública començaren a trencar el silenci sobre la gestió de la higiene menstrual i dirigiren l'atenció del tema a nivell mundial, incloent organitzadors de base, emprenadors socials i agències de les Nacions Unides.
El maig de 2013, WASH United va utilitzar una campanya de 28 dies a les xarxes socials, com per exemple a Twitter, anomenada «May #MENSTRAVAGANZA» per a generar consciència sobre la menstruació i la gestió de la higiene menstrual com a consideracions importants dins de les iniciatives de desenvolupament d'aigua, sanejament i higiene (en anglès WASH). A les persones implicades en la campanya de xarxes socials, incloses WASH Advocates, Girls' Globe i Ruby Cup, se les animà a ser el retorn positiu del «May #MENSTRAVAGANZA» i decidiren crear una jornada global de consciència per a la menstruació.
El 28 de maig de 2014, moltes persones de tot el món van celebrar per primera vegada el Dia de la Higiene Menstrual amb trobades, exposicions, projeccions de cinema, tallers i discursos. S'implicaren fins a 145 col·laboradors en la primera diada.
El 2015, una campanya a les xarxes socials amb l'etiqueta «#IfMenHadPeriods» donà una visió intensa i desafiant a les normes establertes de la societat. La campanya de WaterAid, publicada en el moment de la diada, creà vídeos de falsa publicitat on els homes es mostraven orgullosos de tenir les seves menstruacions i utilitzaven «manpons» en lloc de tampons. La campanya contribuí a «sensibilitzar sobre les dones que no tenen accés a aigua segura, higiene i sanejament quan arriba el seu visitant mensual». Un altre aspecte de la campanya és que contribuí que els homes s'unissin al debat per tal que «ajudessin a combatre l'estigma en societats profundament patriarcals i animessin les noies i les dones a abraçar el seu cicle amb orgull en lloc de amb vergonya». A Uganda, les celebracions del 2015 arrencaren amb una marxa al Parlament nacional, on se signà una carta sobre la diada i, seguidament, la marxa continuà fins al Teatre nacional, on intervingueren escoles de primària i secundària.

## Objectius

### Augmentar la consciència
La diada sobre higiene menstrual serveix com a plataforma per a agrupar persones, organitzacions, empreses amb responsabilitat social i mitjans de comunicació amb l'objectiu de crear una veu forta i unida de noies i dones de tot el món, ajudant a trencar el silenci sobre la precarietat de moltes dones i la gestió de la higiene menstrual.
Els objectius de la jornada inclouen:
- Fer front als reptes i dificultats que tenen moltes noies i dones durant la seva menstruació.
- Destacar les solucions positives i innovadores que s'estan adoptant per a afrontar aquests reptes.
- Catalitzar un moviment global, creixent, que reconegui i doni suport als drets de les noies i de les dones i construeixi col·laboracions entre socis a nivell nacional i local.
- Participar en polítiques de diàleg i defensar activament la integració de la gestió de la higiene menstrual a les polítiques i programes globals, nacionals i locals.
- Crear una ocasió per a treballar amb mitjans de comunicació, incloses les xarxes socials.

És així com la diada fa audible i visible un moviment creixent que promou l'autonomia i l'alfabetització corporal, així com la igualtat de gènere.
El 28 de maig té un sentit simbòlic. El maig és el cinquè mes de l'any i les dones menstruen una mitjana de 5 dies cada mes. Així mateix, el cicle menstrual té una durada mitjana de 28 dies.

### Responsabilitat del govern
Per als socis que treballen en països en vies de desenvolupament, la jornada no només és una oportunitat per a conscienciar, sinó també per a reforçar la rendició de comptes del govern relacionada amb els problemes de gestió de la higiene menstrual. Per exemple, el 2015 el Ministeri de Salut de Kenya llançà una estratègia nacional per a abordar aquests problemes. Kenya, conjuntament amb UNICEF, celebraren una conferència virtual sobre la gestió d'higiene menstrual a les escoles aquell mateix any.

### Activitats

#### 2018
L'etiqueta de la campanya de xarxes socials del 2018 fou #nomorelimits.
El maig de 2018, l'Assemblea del Districte Metropolità d'Accra, a Ghana, organitzà programes de salut menstrual a les escoles pobres urbanes. Més de 700 nenes assistiren a cada programa i cadascuna rebé un paquet de compreses gratuïtes. La campanya comptà amb el suport de Satirtha - The Helping Hand, una organització sense ànim de lucre amb seu a l'estat d'Assam, al nord-est de l'Índia, que treballa per a un entorn menstrual agradable per a noies i dones de la regió.

#### 2017
El 2017 es produïren uns 350 esdeveniments en 54 països, 67 dels quals només a l'Índia. Aquests actes inclogueren esdeveniments educatius en escoles, trobades comunitàries, concerts de conscienciació, tallers de sensibilització a autoritats governamentals i donacions de productes.

#### 2016
L'any 2016 se celebrà la Conferència Women Deliver, a Copenhaguen, per a debatre sobre salut, drets i benestar de noies i dones. Fou una de les primeres conferències que se centrà en la manera d'implementar els Objectius de Desenvolupament Sostenible (ODS) (específicament els objectius 4, 5 i 6). Concretament s'encarà un enfocament específic en la salut (en particular la salut i els drets materns, sexuals i reproductius) i en la igualtat de gènere, educació, medi ambient i apoderament econòmic que afecten més noies i dones.

#### 2015
Al voltant del 28 de maig de 2015, organitzacions i individus de tot el món s'uniren per a reconèixer el segon Dia Mundial de la Higiene Menstrual sota el lema «Acabem amb els dubtes al voltant de la menstruació». En total, tingueren lloc 127 esdeveniments a 33 països, aprofitant la jornada com a oportunitat per a involucrar nois i homes, vincular-ho amb altres temes importants de noies i dones, avançar en les polítiques de defensa i recolzament, arribar als marginats i desafiar les normes socials que afirmen que els períodes menstruals són bruts o vergonyosos.

## Entitats associades
En l'actualitat hi ha 410 entitats associades oficialment. S'inclouen organitzacions no governamentals internacionals, com ara Plan International, SNV, Plan, Water for People, Women Engage for a Common Future. Altres entitats són moltes ONG nacionals i regionals, així com proveïdors de productes d'higiene menstrual, compreses de tela reutilitzables i copes menstruals.